# 斯諾冰原島峰
73°35′S 77°15′W / 73.583°S 77.250°W
斯諾冰原島峰（英語：Snow Nunataks），是南極洲的冰原島峰，位於帕爾默地，長20英里，處於凱斯島以南，由美國研究隊發現，現時由南極條約體系管理。